# هارييت ثورب
هارييت ثورب (بالإنجليزية: Harriet Thorpe)‏ هي ممثلة بريطانية، ولدت في 8 يونيو 1957 في هامبستاد في المملكة المتحدة.

## وصلات خارجية
- هارييت ثورب على موقع IMDb (الإنجليزية)
- هارييت ثورب على موقع ميوزك برينز (الإنجليزية)
- هارييت ثورب على موقع قاعدة بيانات الفيلم (الإنجليزية)